# Wagner Lajos (operaénekes)
Wagner Lajos (Dorog, 1952. január 11. – ) operaénekes (bariton).

## Életpályája
1972-ben került Debrecenbe, ahol énektanulmányait Zádor Endre magánnövendékeként végezte. Énekesi pályafutását a Kodály Kórusban kezdte.
1985-ben a debreceni Csokonai Színházhoz szerződött, ahol Erkel Ferenc Bánk bánjának II. Endre szerepével debütált. A társulat tagjaként az operairodalom szinte minden jelentős bariton szerepét énekelte. 1996-1997-ben a Milánói Scala utazó színháza Scarpia (Tosca) szerepére kérte fel, a társulattal Nyugat-Európa több városában nagy sikerrel szerepeltek. Vendégszerepelt a budapesti Erkel Színházban, a Szegedi, valamint a Miskolci Nemzeti Színház operatársulatánál is.
Az opera mellett a daléneklés is fontos szerepet játszott életében; 1999-ben jelent meg Robert Schumann dalokat tartalmazó CD lemeze.

## Főbb szerepei
- Ludwig van Beethoven: Fidelio – Don Pizarro
- Escamillo (Bizet: Carmen)
- Frederic (Delibes: Lakmé)
- Lord Ashton (Donizetti: Lammermoori Lucia)
- Antonín Dvořák: Ruszalka – Vízimanó
- Erkel Ferenc: Hunyadi László – Gara nádor
- Erkel Ferenc: Bánk bán – II. Endre; Petur bán; Tiborc
- Kodály Zoltán: Háry János – címszerep; Marci bácsi
- Kérő (Székelyfonó)
- Tonio (Leoncavallo: Bajazzók)
- Wolfgang Amadeus Mozart: Figaro lakodalma – Almaviva gróf; Bartolo
- Öreg pap (A varázsfuvola)
- Reich (Nicolai: A windsori víg nők)
- Lindorf, Coppelius, Dapertutto, Miracle (Offenbach: Hoffmann meséi)
- Péter nemzetes úr (Poldini Ede: Farsangi lakodalom)
- Lescaut (Puccini: Manon Lescaut)
- Schunard (Bohémélet)
- Scarpia, Sciarrone (Tosca)
- Bonzo (Pillangókisasszony)
- Marcel (A köpeny)
- Gucco (Gianni Schicchi)
- Egy mandarin (Turandot)
- Hamupipőke – Alidoro (Rossini)
- Vajda János: Mario és a varázsló – Angiolieri; Római úr
- Nabucco (Verdi: Nabucco)
- Rigoletto (Rigoletto)
- Giuseppe Verdi: La Traviata – Georges Germont
- Paolo Albiani (Simon Boccanegra)
- René (Álarcosbál)
- Főinkvizítor (Don Carlos)
- Amonasro (Aida)
- Montano (Otello)
- Ford (Falstaff)
- Attila (Attila)
- Richard Wagner: Lohengrin – Friedrich von Telramund

## Filmje
- Liberté ’56 (2007)

## Díjai, elismerései
- Kulturális miniszter kitüntetése
- Csokonai-díj
- Nívódíj
- Neményi Lili Serleg
- Rubányi-díj
- Kölcsey-díj